# 鬥獸場站
競技場站 （義大利語：Colosseo）是羅馬地鐵B線的一個車站。競技場站開業於1955年2月10日，名稱來自於羅馬競技場。2020年羅馬地鐵C線開通之後，競技場站將成為羅馬地鐵C線和羅馬地鐵B線的交會車站。